# Ceriagrion nipponicum
Ceriagrion nipponicum là một loài chuồn chuồn kim trong họ Coenagrionidae.
Ceriagrion nipponicum được Asahina miêu tả khoa học năm 1967.